# This Is My Life (Anna Bergendahl-dal)
A This Is My Life (magyarul: Ez az életem) egy popballada, mely Svédországot képviselte a 2010-es Eurovíziós Dalfesztiválon. A dalt a svéd Anna Bergendahl adta elő angol nyelven.

## Az Eurovíziós Dalfesztivál
A dal a 2010. március 13-án rendezett svéd nemzeti döntőn nyerte el az indulás jogát. A döntőben a zsűrik listáján a második helyen, a közönségnél az első helyen végzett, így összesítésben az élen zárt. A dal már a döntő előtt egy héttel az élre jutott a svéd slágerlistán. Néhány héttel később a magyar rádiós játszási listára is felkerült.
A dal szerzője, Bobby Ljunggren már korábban is részt vett a dalversenyen. 1987 óta rendszeresen ír dalokat a svéd nemzeti döntő résztvevői számára, és 1995-ben, 1998-ban, 2006-ban és 2008-ban jutott el velük a nemzetközi versenyre is. Emellett a 2005-ös litván induló dalát is ő írta.
Az Eurovíziós Dalfesztiválon a dalt először a május 27-én tartandó második elődöntőben adták elő, a fellépési sorrendben hatodikként, svájci Michael von der Heide Il pleut de l'or című dala után, és az azeri Safura Drip Drop című dala előtt. Mivel az elődöntőben hatvankét ponttal a tizenegyedik helyen végzett, így éppen lemaradva a tíz továbbjutó hely egyikéről, de nem került be a 29-én rendezett döntőbe. Ez volt az első alkalom, hogy Svédország nem jutott tovább az elődöntőből, és 1976 óta az első alkalom, hogy nem voltak ott a döntőben.
A következő svéd induló Eric Saade Popular című dala volt a 2011-es Eurovíziós Dalfesztiválon.

## Slágerlistás helyezések
| Slágerlisták (2010) | Lh.* |
| ------------------- | ---- |
| Hollandia           | 93.  |
| Magyarország        | 40.  |
| Norvégia            | 6.   |
| Svájc               | 62.  |
| Svédország          | 1    |

.
*Lh. = Legjobb helyezés.